# Nannophlebia ampycteria
Nannophlebia ampycteria är en trollsländeart som beskrevs av Maurits Anne Lieftinck 1933. Nannophlebia ampycteria ingår i släktet Nannophlebia och familjen segeltrollsländor. Inga underarter finns listade i Catalogue of Life.